# Triodieae
Triodieae és una tribu de la subfamília de les poòidies, família de les poàcies, ordre de les poals, subclasse de les commelínides, classe de les liliòpsides, divisió dels magnoliofitins.
Bentham (1881) va descriure la subtribu Triodiinae dins del seu Festuceae (Pooideae:Gramineae). Bentham circumscriu la seva subtribu sobre la base de 2 floretes (fèrtils) per espigueta, lemes rarament nervades, i acabant en 3 grans, lòbuls o arestes.

## Gèneres
- Monodia
- Plectrachne
- Symplectrodia
- Triodia